# ألبرت موريتز وولف
ألبرت موريتز وولف (بالألمانية: Albert Moritz Wolff)‏ هو نحات ألماني، ولد في 15 يونيو 1854 في برلين في ألمانيا، وتوفي في 23 أغسطس 1923 في لونبورغ في ألمانيا.